# Kružná
Kružná é um município da Eslováquia, situado no distrito de Rožňava, na região de Košice. Tem 6,91 km² de área e sua população em 2018 foi estimada em 479 habitantes.

## Demografia
| Ano:        | 1994 | 2004   | 2014   | 2024   |
| ----------- | ---- | ------ | ------ | ------ |
| Broj ljudi: | 545  | 522    | 475    | 445    |
| Razlika:    |      | -4,22% | -9,00% | -6,31% |

| Ano:               | 2023 | 2024   |
| ------------------ | ---- | ------ |
| Número de pessoas: | 456  | 445    |
| Diferença:         |      | -2,41% |